# Падула (Терамо)
Падула (итал. Padula) је насеље у Италији у округу Терамо, региону Абруцо.
Према процени из 2011. у насељу је живело 118 становника. Насеље се налази на надморској висини од 940 м.